# Visseiche
 Visseiche  es una población y comuna francesa, situada en la región de Bretaña, departamento de Ille y Vilaine, en el distrito de Rennes y cantón de La Guerche-de-Bretagne.

## Demografía
| 981 | 904 | 785 | 723 | 689 | 687 |
| Para los censos de 1962 a 1999 la población legal corresponde a la población sin duplicidades (Fuente: INSEE [Consultar]) |     |     |     |     |     |